# Nikolai Nikolaeff
Nikolai Nikolaeff (* 26. Dezember 1981 in Melbourne, Victoria) ist ein australischer Schauspieler.

## Leben
Nikolai Nikolaeff ist seit 1998 als Schauspieler tätig. Von 1998 bis 2001 spielte er in der Fernsehserie Crash Zone die Rolle des Mike Hansen. Zudem wirkte er auch in Filmen mit, wie in High Flyers, Twist total – Eine australische Familie legt los, Pig’s Breakfast, Der Sattelclub, Break and Enter und Scooter – Super-Spezialagent.
Jüngeren Zuschauern ist Nikolai Nikolaeff in der Rolle als Jack Baily in der Kinder- und Jugendserie Total Genial  sowie als "der weiße Ranger" Dominic Hargan in Power Rangers Jungle Fury bekannt.

## Filmografie (Auswahl)
- 1998–2001: Crash Zone (Fernsehserie, 26 Episoden)
- 2000: Twist total – Eine australische Familie legt los (Round the Twist) (Fernsehserie, 2 Episoden)
- 2000–2001: Pig’s Breakfast (Fernsehserie, 3 Episoden)
- 2003: Der Sattelclub (The Saddle Club) (Fernsehserie, 19 Episoden)
- 2005: Scooter – Super-Spezialagent (Scooter: Secret Agent) (Fernsehserie, Episode 1x22)
- 2005–2006: Total Genial (Wicked Science) (Fernsehserie, 26 Episoden)
- 2007: Canal Road
- 2008: Power Rangers Jungle Fury (Fernsehserie, 12 Episoden)
- 2009–2011: Sea Patrol (Fernsehserie, 41 Episoden)
- 2010: The Pacific (Miniserie, Episode 1x07)
- 2013: Camp (Fernsehserie, 10 Episoden)
- 2015: Marvel’s Daredevil (Fernsehserie, 4 Episoden)
- 2016–2019: The OA (Fernsehserie, 3 Episoden)
- 2018: Six (Serie, 7 Episoden)
- 2018: Mile 22
- 2019: Togo
- 2020: Navy CIS (Fernsehserie, Episode 17x14 'Das Traumpaar')
- 2022: Stranger Things (Fernsehserie, 4 Episoden)
- 2023: Die letzte Fahrt der Demeter (The Last Voyage of the Demeter)